# Iljansjön
Iljansjön är en sjö i Örebro kommun i Närke och ingår i Norrströms huvudavrinningsområde. Sjön är 2,8 meter djup, har en yta på 0,432 kvadratkilometer och är belägen 43,9 meter över havet.

## Delavrinningsområde
Iljansjön ingår i det delavrinningsområde (659014-147521) som SMHI kallar för Utloppet av Väringen. Medelhöjden är 44 meter över havet och ytan är 82,38 kvadratkilometer. Räknas de 113 avrinningsområdena uppströms in blir den ackumulerade arean 2 468,11 kvadratkilometer. Arbogaån som avvattnar avrinningsområdet har biflödesordning 2, vilket innebär att vattnet flödar genom totalt 2 vattendrag innan det når havet efter 182 kilometer. Avrinningsområdet består mestadels av skog (45 procent) och jordbruk (17 procent). Avrinningsområdet har 19,37 kvadratkilometer vattenytor vilket ger det en sjöprocent på 23,2 procent. Bebyggelsen i området täcker en yta av 3,2 kvadratkilometer eller 4 procent av avrinningsområdet.